# Infrastructures de transport dans la région autonome du Tibet
La construction de routes, de voies ferrées et d'aéroports a permis de désenclaver la région. Un oléoduc de plus de 1 000 km de long a même été posé entre Goldmund et Lhassa.

## Réseau ferroviaire

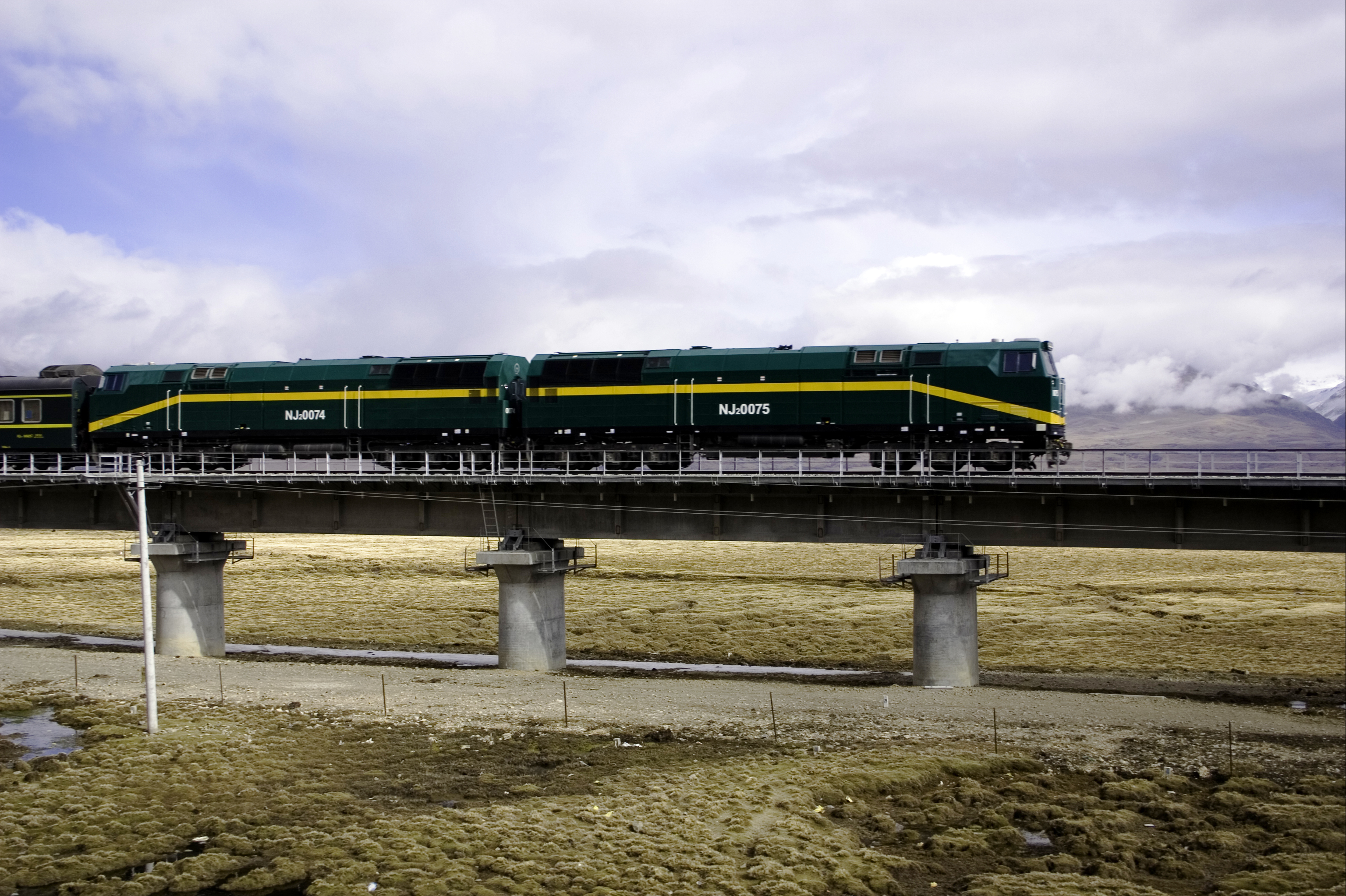
Ligne ferroviaire Qing-Zang (2007)

### Lignes
Le 1er juillet 2006, Hu Jintao a inauguré le premier train pour Lhassa à la gare de Golmud, dans la préfecture autonome mongole et tibétaine de Haixi de la province du Qinghai. Cette nouvelle ligne ferroviaire relie le Tibet au reste de la Chine, mettant Pékin à deux jours de train.
Depuis 2014, la ligne Qinghai-Tibet a pour extension la ligne ferroviaire Lhassa-Shigatsé reliant Lhassa, la capitale de la région autonome, à Shigatsé, la deuxième plus grande ville de la région. Commencée le 26 septembre 2010, elle est entrée officiellement en service le 15 août 2014. Longue de 253 kilomètres, cette extension traverse cinq comtés. Elle est conçue pour transporter 8,8 millions de tonnes de fret annuellement et permettre aux trains de rouler à la vitesse maximale de 120 km/h.
Un autre prolongement est prévu entre Lhassa et Nyingchi dans les cinq prochaines années. Destiné au transports des voyageurs comme des marchandises, il est censé stimuler le développement économique de la région et rendre celle-ci moins tributaire des transports routiers.

### Gares

#### Gare de Tanggula
La gare de Tanggula (simpl. 唐古拉站; trad. 唐古拉站; pinyin: tánggǔlā zhàn) est située dans le xian d'Amdo dans la préfecture de Nagchu. De par son altitude de 5 068 mètres, elle est la plus haute gare ferroviaire du monde,,. Elle se trouve sur la ligne Qinghai-Tibet (ou ligne Qing-Zang), à moins d'un kilomètre du plus haut point de cette ligne, le col de Tanggula de la ligne de chemin de fer. La gare de Tanggula n'est pas desservie et les voyageurs ne sont pas autorisés à sortir du train en cas d'arrêt.

#### Gare de Lhassa
Distante de 1788 kilomètres de la gare de Xining, la gare de Lhassa constitue la gare la plus grande de la ligne Qinghai-Tibet, dont elle est le terminus. Elle se dresse dans le district de Liuqu (Liuwu) dans le xian de Tohlung Dechen (Doilungdêqên), à 5 km au sud-ouest du palais du Potala, sur la berge sud de la rivière Lhassa, à une altitude de 3 641 mètres.

## Réseau routier

### Désenclavement de la région
Avant les années 1950, il n'existait aucune route véritable, en dehors de la route de terre longue d'un kilomètre reliant le palais du Potala à la résidence d'été du Norbulingka.
Le désenclavement routier du Tibet fut entrepris par le gouvernement chinois dès le début des années 1950. Une première route reliant le Sichuan à Lhassa fut ouverte officiellement le 24 décembre 1954. Longue de 2 400 km, elle nécessita quatre années et neuf mois de travaux. Le même jour vit l'inauguration d'une route reliant Xining, la capitale du Qinghai, à Lhassa, la capitale du Tibet. Longue de quelque 2 000 km, elle fut baptisée « route de la liberté ». Le premier convoi de camions chinois atteignit Lhassa le jour de Noël 1954.
Ces deux premières routes, construites par l'Armée populaire de libération et des riverains tibétains, marquèrent un tournant pour les transports en raccourcissant les distances entre la région et le reste du pays et vinrent à être connues sous l'appellation de « ponts dorés ».
Une 3e grande voie de communication fut ouverte en octobre 1957, reliant le Xinjiang au Tibet en passant par le territoire disputé de l'Aksaï-Chin et couvrant 1 200 km. La construction de cette route est l'un des éléments déclencheurs principaux de la guerre sino-indienne de 1962,,.
Grâce à ces nouvelles routes, le prix du thé chinois, une des denrées quotidiennes des habitants, baissa des deux tiers en deux ans, et permit également de pallier les difficultés alimentaire des soldats et des fonctionnaires du gouvernement central stationnés au Tibet. Un camion pouvait désormais transporter en deux jours la même quantité de marchandises que soixante yaks en douze jours.

### Situation dans les années 2000
À la date de 2003, 41 302 km de routes avaient été construits. La région possédait 5 nationales, 14 régionales et 6 qui s'entrecroisent. En plus des 3 200 km de routes asphaltées, il y avait désormais 32 195 km de voies rurales reliant quelque 683 communes et 5 966 villages.
Le 15 janvier 2009, la Chine avait annoncé la construction de la première autoroute du Tibet, un tronçon de 37,9 kilomètres de route dans le sud-ouest de Lhassa. Le projet devait coûter 1,55 milliard de yuans (227 millions de dollars). Ouverte en juillet 2011, cette autoroute relie Lhassa à l'aéroport de Gonggar dans la préfecture de Shannan. Elle a 4 voies et certains tronçons sont équipés d'un éclairage d'origine solaire. Il y a 216 478 automobiles au Tibet en 2011.

## Transport aérien

### Aéroports

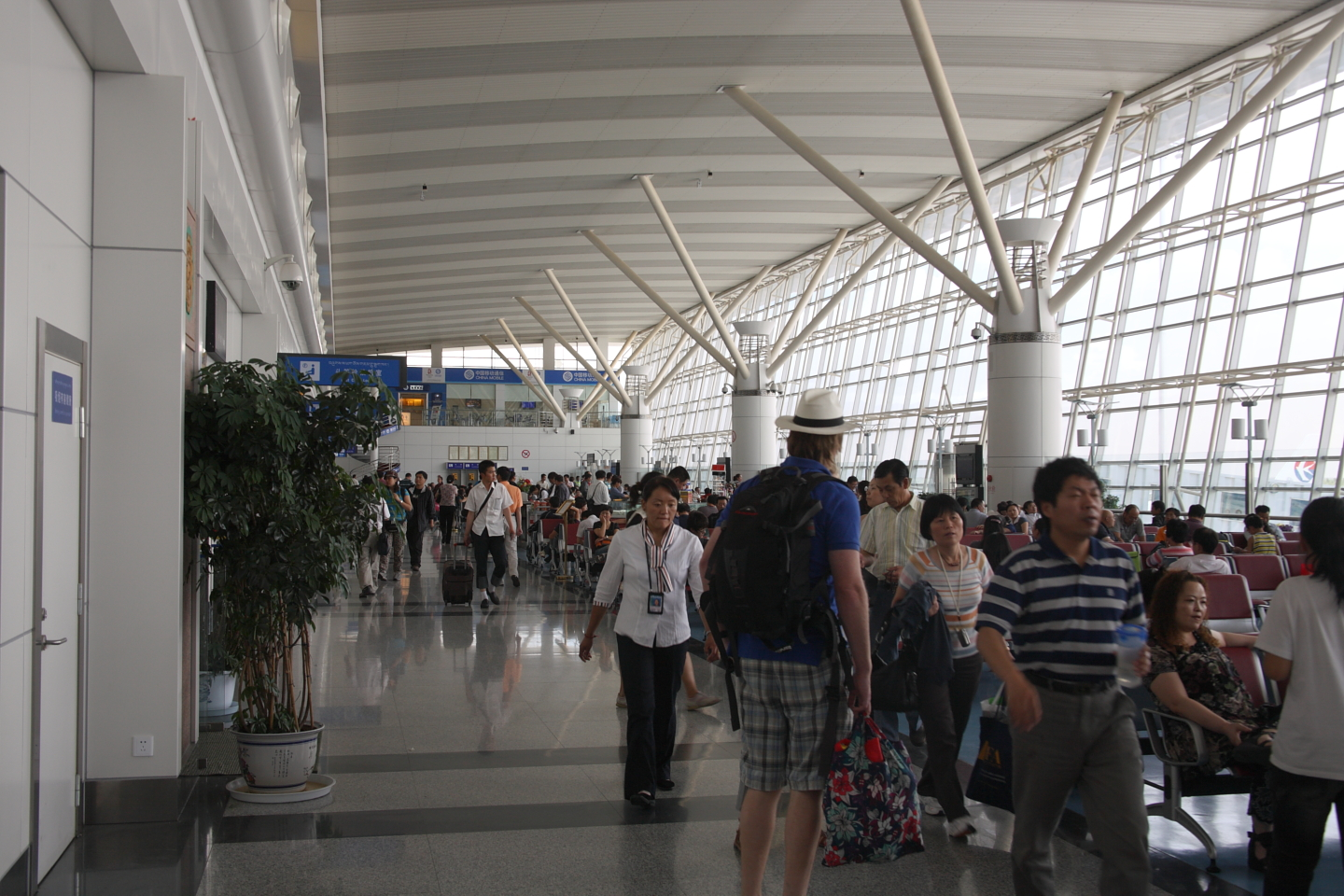
Salle d'embarquement de l'aérogare de Gonggar (2009)

Le premier aéroport à être construit au Tibet fut celui de Damxung en 1956.
En 2011, la région autonome compte cinq aéroports civils : Lhassa Gonggar, Chamdo Bamda, Nyingchi, Shigatse et Ngari Gunsa.
L’aéroport de Gonggar est un aéroport domestique et international desservant la ville de Lhassa. Il est situé à environ 45 km de Lhassa et à plus de 3 500 m d’altitude.
L’aéroport de Chamdo Bamda (ou Bangda) se trouve dans la préfecture de Chamdo, à 4 334 m d’altitude.
L’aéroport de Mainling se trouve dans la préfecture de Nyingchi dans le sud-est du Tibet, à 2 949 m d’altitude.
Ouvert le 30 octobre 2010, l'aéroport de la Paix se trouve près du village de Jiangdan, dans la préfecture de Shigatsé, à 45 km de Shigatsé et à 3 783 mètres d'altitude.
L'aéroport de Ngari Gunsa se trouve dans la préfecture de Ngari, dans la nord-ouest du Tibet, à 4 500 m d'altitude. C'est le plus éloigné de Lhassa.

### Tibet Airlines
En juillet 2011, le transporteur Tibet Airlines, filiale de Air China, sis à Lhassa, a réceptionné le premier d'une commande de trois A 319 d'Airbus. La compagnie aérienne veut créer un réseau régional couvrant l'ensemble des aéroports civils de la région autonome. En février 2012, Tibet Airlines a inauguré trois nouvelles lignes reliant la ville de Nyingchi au Tibet respectivement à Lhassa, Chengdu (Sichuan) et Chongqing (Sichuan).